# كونستنت ماير
كونستنت ماير (بالإنجليزية: Constant Mayer)‏ هو رسام فرنسي وأمريكي، ولد في 3 أكتوبر 1829 في بيزنسون في فرنسا، وتوفي في 12 مايو 1911 في باريس في فرنسا.